# Jōnetsu no Bara
«Jōnetsu no Bara» (情熱の薔薇 Rosa de Pasión?) es el noveno sencillo de la banda de rock japonés The Blue Hearts. Alcanzó el puesto # 1 en las listas Oricon durante la primera semana de agosto de 1990. La canción también fue clasificada como el # 7 en Oricon la clasificación para todos los de 1990. La canción ha aparecido en High School Rakugaki, parte 2.

## Detalles
"Jōnetsu no Bara" fue lanzado como parte del álbum The Blue Hearts "en cuarto lugar, Bust Waste Hip, que fue lanzado poco después, el 10 de septiembre de 1990, aunque el arreglo de la canción es un poco diferente.
"Teppo" (鉄 炮 Gun), la canción B-side, fue escrito por Masatoshi Mashima, el guitarrista de la banda. Es una de las pocas canciones que la banda no se ha presentado durante un concierto.